# Louis Vichot
Pour les articles homonymes, voir Vichot.
Louis Antoine Vichot est un homme politique français né le 30 juillet 1825 à Besançon (Doubs) et mort le 18 janvier 1900 à Morlaix (Finistère).
Conseiller municipal de Morlaix, il est député républicain du Finistère de 1893 à 1898. Son activité parlementaire est très réduite.

### Sources
- « Louis Vichot », dans le Dictionnaire des parlementaires français (1889-1940), sous la direction de Jean Jolly, PUF, 1960 [détail de l’édition]